# 1965年メキシコグランプリ
1965年メキシコグランプリ (1965 Mexican Grand Prix) は、1965年のF1世界選手権第10戦として、1965年10月24日にマグダレナ・ミクスカで開催された。
1961年から続いた1.5リッター規定最後のレースは65周で行われ、リッチー・ギンサーが全周回トップを走り、自身及びホンダに初優勝をもたらした。ブラバムのダン・ガーニーが2位、ロータスのマイク・スペンスが3位となった。

## レース概要

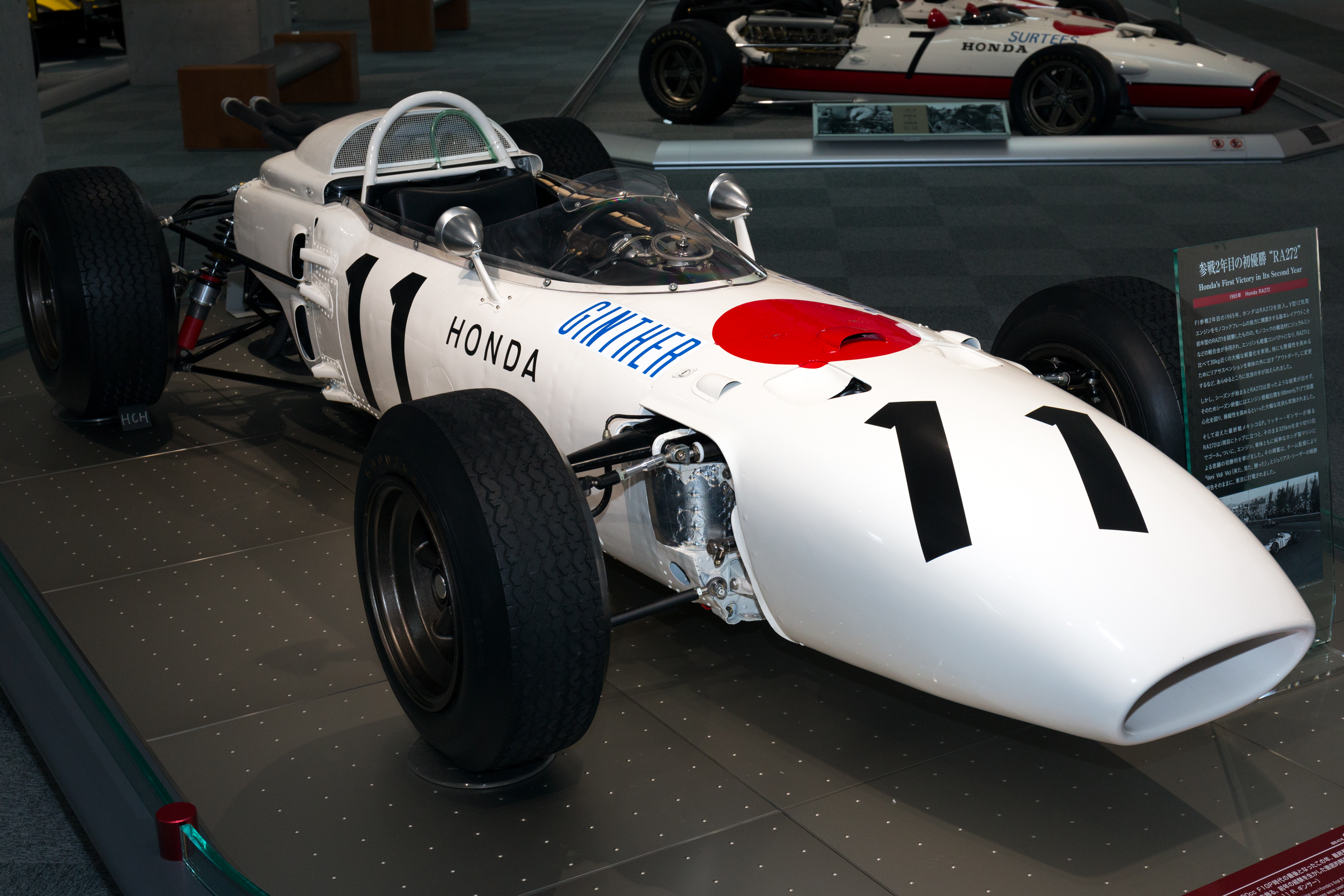
ホンダ・RA272（ホンダコレクションホール所蔵）

メキシコGPは多くの新しい記録を提供した。1,500cc時代の最後のレースは、イギリスのドライバー、チーム及びエンジンが勝てなかった本年唯一のレースとなった。
この年は市販車の開発に回っていたホンダの初代チーム監督の中村良夫が、監督への復帰を志願した。メキシコシティは標高2,240mの高地で空気が薄く、エンジンパワーの低下に陥りやすいため、燃料噴射装置への混合比調整に全力を注いだ。
予選はジム・クラークがポールポジション、ダン・ガーニーが2番手で、リッチー・ギンサーは2列目の3番手、ロニー・バックナムは10番手からのスタートとなる。
決勝はポールポジションからスタートしたクラークが序盤でエンジントラブルが発生して後退し、すかさずギンサーが首位に躍り出る。BRM勢はグラハム・ヒルがエンジントラブルで、ジャッキー・スチュワートがクラッチに問題を抱えて2台ともリタイアした。これでギンサーを追うのはガーニーのみとなり、ギンサーとガーニーの一進一退の緊迫した争いが繰り返されるも、ギンサーは最後まで首位の座を譲らず、2秒89の差でガーニーから逃げ切った。ギンサーにとっては47戦目、ホンダにとっては11戦目でF1初勝利を挙げた。また、本年から本格参戦を開始したグッドイヤータイヤにとってもF1初勝利となった。チームメイトのバックナムも5位に入賞し、初ポイントを獲得した。
レース終了後、ロータスのコーリン・チャップマンは群衆をかき分けて中村良夫監督に「Congratulation（おめでとう）」と祝福した。そして、中村監督は東京のホンダ本社宛に "Veni,Vidi,Vici." （来た、見た、勝ったと言う意味のガイウス・ユリウス・カエサルの戦勝報告）と電報を送った。

## エントリーリスト
| チーム                                     | No. | ドライバー                   | コンストラクター | シャシー | エンジン                    | タイヤ |
| ------------------------------------------ | --- | ---------------------------- | ---------------- | -------- | --------------------------- | ------ |
| スクーデリア・フェラーリ SpA SEFAC         | 1   | ジョン・サーティース 1       | フェラーリ       | 1512     | フェラーリ 207 1.5L F12     | D      |
| スクーデリア・フェラーリ SpA SEFAC         | 2   | ロレンツォ・バンディーニ     | フェラーリ       | 1512     | フェラーリ 207 1.5L F12     | D      |
| スクーデリア・フェラーリ SpA SEFAC         | 24  | ルドビコ・スカルフィオッティ | フェラーリ       | 1512     | フェラーリ 207 1.5L F12     | D      |
| ノース・アメリカン・レーシングチーム       | 14  | ペドロ・ロドリゲス           | フェラーリ       | 1512     | フェラーリ 207 1.5L F12     | D      |
| オーウェン・レーシング・オーガニゼーション | 3   | グラハム・ヒル               | BRM              | P261     | BRM P60 1.5L V8             | D      |
| オーウェン・レーシング・オーガニゼーション | 4   | ジャッキー・スチュワート     | BRM              | P261     | BRM P60 1.5L V8             | D      |
| チーム・ロータス                           | 5   | ジム・クラーク               | ロータス         | 33       | クライマックス FWMV 1.5L V8 | D      |
| チーム・ロータス                           | 6   | マイク・スペンス             | ロータス         | 33       | クライマックス FWMV 1.5L V8 | D      |
| チーム・ロータス                           | 18  | モイセス・ソラーナ           | ロータス         | 25       | クライマックス FWMV 1.5L V8 | D      |
| ブラバム・レーシング・オーガニゼーション   | 7   | ジャック・ブラバム           | ブラバム         | BT11     | クライマックス FWMV 1.5L V8 | G      |
| ブラバム・レーシング・オーガニゼーション   | 8   | ダン・ガーニー               | ブラバム         | BT11     | クライマックス FWMV 1.5L V8 | G      |
| クーパー・カー・カンパニー                 | 9   | ブルース・マクラーレン       | クーパー         | T77      | クライマックス FWMV 1.5L V8 | D      |
| クーパー・カー・カンパニー                 | 10  | ヨッヘン・リント             | クーパー         | T77      | クライマックス FWMV 1.5L V8 | D      |
| ホンダ・R&D・カンパニー                    | 11  | リッチー・ギンサー           | ホンダ           | RA272    | ホンダ RA272E 1.5L V12      | G      |
| ホンダ・R&D・カンパニー                    | 12  | ロニー・バックナム           | ホンダ           | RA272    | ホンダ RA272E 1.5L V12      | G      |
| R.R.C. ウォーカー・レーシングチーム        | 15  | ヨアキム・ボニエ             | ブラバム         | BT7      | クライマックス FWMV 1.5L V8 | D      |
| R.R.C. ウォーカー・レーシングチーム        | 16  | ジョー・シフェール           | ブラバム         | BT11     | BRM P56 1.5L V8             | D      |
| レグ・パーネル・レーシング                 | 21  | リチャード・アトウッド       | ロータス         | 25       | BRM P56 1.5L V8             | D      |
| レグ・パーネル・レーシング                 | 22  | ボブ・ボンドゥラント         | ロータス         | 33       | BRM P56 1.5L V8             | D      |
| レグ・パーネル・レーシング                 | 22  | イネス・アイルランド 2       | ロータス         | 25       | BRM P56 1.5L V8             | D      |
| ソース:                                    |     |                              |                  |          |                             |        |

追記
- ^1 - サーティースは負傷のため欠場[6]
- ^2 - アイルランドはチームを解雇され、ボンデュラントに交代した[7]

## 結果

### 予選
| 順位    | No. | ドライバー                     | コンストラクター        | タイム  | 差    | グリッド |
| ------- | --- | ------------------------------ | ----------------------- | ------- | ----- | -------- |
| 1       | 5   | ジム・クラーク                 | ロータス-クライマックス | 1:56.17 | -     | 1        |
| 2       | 8   | ダン・ガーニー                 | ブラバム-クライマックス | 1:56.24 | +0.07 | 2        |
| 3       | 11  | リッチー・ギンサー             | ホンダ                  | 1:56.48 | +0.31 | 3        |
| 4       | 7   | ジャック・ブラバム             | ブラバム-クライマックス | 1:56.78 | +0.61 | 4        |
| 5       | 3   | グラハム・ヒル                 | BRM                     | 1:57.06 | +0.89 | 5        |
| 6       | 6   | マイク・スペンス               | ロータス-クライマックス | 1:57.22 | +1.05 | 6        |
| 7       | 2   | ロレンツォ・バンディーニ       | フェラーリ              | 1:57.31 | +1.14 | 7        |
| 8       | 4   | ジャッキー・スチュワート       | BRM                     | 1:57.53 | +1.36 | 8        |
| 9       | 18  | モイセス・ソラーナ             | ロータス-クライマックス | 1:57.55 | +1.38 | 9        |
| 10      | 12  | ロニー・バックナム             | ホンダ                  | 1:57.88 | +1.71 | 10       |
| 11      | 16  | ジョー・シフェール             | ブラバム-BRM            | 1:57.94 | +1.77 | 11       |
| 12      | 15  | ヨアキム・ボニエ               | ブラバム-クライマックス | 1:58.22 | +2.05 | 12       |
| 13      | 24  | ルドヴィコ・スカルフィオッティ | フェラーリ              | 1:58.93 | +2.76 | 13       |
| 14      | 14  | ペドロ・ロドリゲス             | フェラーリ              | 1:59.06 | +2.89 | 14       |
| 15      | 9   | ブルース・マクラーレン         | クーパー-クライマックス | 1:59.15 | +2.98 | 15       |
| 16      | 10  | ヨッヘン・リント               | クーパー-クライマックス | 1:59.30 | +3.13 | 16       |
| 17      | 21  | リチャード・アトウッド         | ロータス-BRM            | 2:00.61 | +4.44 | 17       |
| 18      | 22  | ボブ・ボンデュラント           | ロータス-BRM            | 2:00.80 | +4.63 | 18       |
| 19      | 22  | イネス・アイルランド           | ロータス-BRM            | 2:02.36 | +6.19 | DNS 1    |
| ソース: |     |                                |                         |         |       |          |

追記
- ^1 - アイルランドはチームを解雇され、ボンデュラントに交代した[7]

### 決勝
| 順位    | No. | ドライバー                     | コンストラクター        | 周回数 | タイム/リタイア原因      | グリッド | ポイント |
| ------- | --- | ------------------------------ | ----------------------- | ------ | ------------------------ | -------- | -------- |
| 1       | 11  | リッチー・ギンサー             | ホンダ                  | 65     | 2:08:32.10               | 3        | 9        |
| 2       | 8   | ダン・ガーニー                 | ブラバム-クライマックス | 65     | +2.89                    | 2        | 6        |
| 3       | 6   | マイク・スペンス               | ロータス-クライマックス | 65     | +1:00.15                 | 6        | 4        |
| 4       | 16  | ジョー・シフェール             | ブラバム-BRM            | 65     | +1:54.42                 | 11       | 3        |
| 5       | 12  | ロニー・バックナム             | ホンダ                  | 64     | +1 Lap                   | 10       | 2        |
| 6       | 21  | リチャード・アトウッド         | ロータス-BRM            | 64     | +1 Lap                   | 17       | 1        |
| 7       | 14  | ペドロ・ロドリゲス             | フェラーリ              | 62     | +3 Laps                  | 14       |          |
| 8       | 2   | ロレンツォ・バンディーニ       | フェラーリ              | 62     | +3 Laps                  | 7        |          |
| Ret     | 3   | グラハム・ヒル                 | BRM                     | 56     | エンジン                 | 5        |          |
| Ret     | 18  | モイセス・ソラーナ             | ロータス-クライマックス | 55     | イグニッション           | 9        |          |
| Ret     | 15  | ヨアキム・ボニエ               | ブラバム-クライマックス | 43     | サスペンション           | 12       |          |
| Ret     | 10  | ヨッヘン・リント               | クーパー-クライマックス | 39     | イグニッション           | 15       |          |
| Ret     | 7   | ジャック・ブラバム             | ブラバム-クライマックス | 38     | オイル漏れ               | 4        |          |
| Ret     | 4   | ジャッキー・スチュワート       | BRM                     | 35     | クラッチ                 | 8        |          |
| Ret     | 22  | ボブ・ボンデュラント           | ロータス-BRM            | 29     | サスペンション           | 17       |          |
| Ret     | 9   | ブルース・マクラーレン         | クーパー-クライマックス | 25     | ギアボックス             | 14       |          |
| Ret     | 5   | ジム・クラーク                 | ロータス-クライマックス | 8      | エンジン                 | 1        |          |
| DNS     | 22  | イネス・アイルランド           | ロータス-BRM            |        | ボンデュラントに交代     |          |          |
| DNS     | 24  | ルドヴィコ・スカルフィオッティ | フェラーリ              |        | ロドリゲスにマシンを譲る |          |          |
| ソース: |     |                                |                         |        |                          |          |          |

ファステストラップ
- ダン・ガーニー（ブラバム） 1:55.840（57周目）

ラップリーダー
- 1-65=ギンサー

## ランキング
|         | 順位 | ドライバー               | ポイント |
| ------- | ---- | ------------------------ | -------- |
|         | 1    | ジム・クラーク           | 54       |
|         | 2    | グラハム・ヒル           | 40 (47)  |
|         | 3    | ジャッキー・スチュワート | 33 (34)  |
|         | 4    | ダン・ガーニー           | 25       |
|         | 5    | ジョン・サーティース     | 17       |
| ソース: |      |                          |          |

|         | 順位 | コンストラクター        | ポイント |
| ------- | ---- | ----------------------- | -------- |
|         | 1    | ロータス-クライマックス | 54 (58)  |
|         | 2    | BRM                     | 45 (61)  |
| 1       | 3    | ブラバム-クライマックス | 27 (31)  |
| 1       | 4    | フェラーリ              | 26 (27)  |
|         | 5    | クーパー-クライマックス | 14       |
| ソース: |      |                         |          |

- 注：トップ5のみ表示。ベスト6戦のみがカウントされる。ポイントは有効ポイント。括弧内は総獲得ポイント。